# Adelbertuskerk (Haarlem)
De Adelbertuskerk in de Noord-Hollandse stad Haarlem is een rooms-katholieke kerk met een aangebouwde pastorie. De kerk ligt op de hoek van de Zaanenstraat en de Rijksstraatweg. Ze ligt ook in de Indischewijk binnen het stadsdeel Haarlem-Noord.
De kerk is een ontwerp van architect Jos Margry en is gebouwd in sobere neogotische stijl tussen 1920 en 1929. De kerk is gewijd aan de heilige Adelbert van Egmond.
De kerk heeft een brouwersgilde, dat sinds 2011 bier produceert in een eigen brouwerij binnen de kerk. Deze bieren hebben een beperkte oplage.
De kerk en bijbehorende pastorie zijn een gemeentelijk monument.